# Vlastibor Konečný
Vlastibor Konečný (Frýdek-Místek, Regió de Moràvia i Silèsia, 2 de gener de 1957) va ser un ciclista txecoslovac, d'origen txec. Va guanyar una medalla als Jocs Olímpics de 1980.

## Palmarès
- 1975
  - 1r a Lidice
- 1978
  - 1r a la Volta a Turquia
  - 1r a la Sealink Race i vencedor d'una etapa
- 1979
  - Vencedor d'una etapa a la Settimana Ciclistica Bergamasca
- 1980
  -  Medalla de bronze als Jocs Olímpics de Moscou en Contrarellotge per equips (amb Michal Klasa, Alipi Kostadinov i Jiří Škoda)